# Hans Hundegger

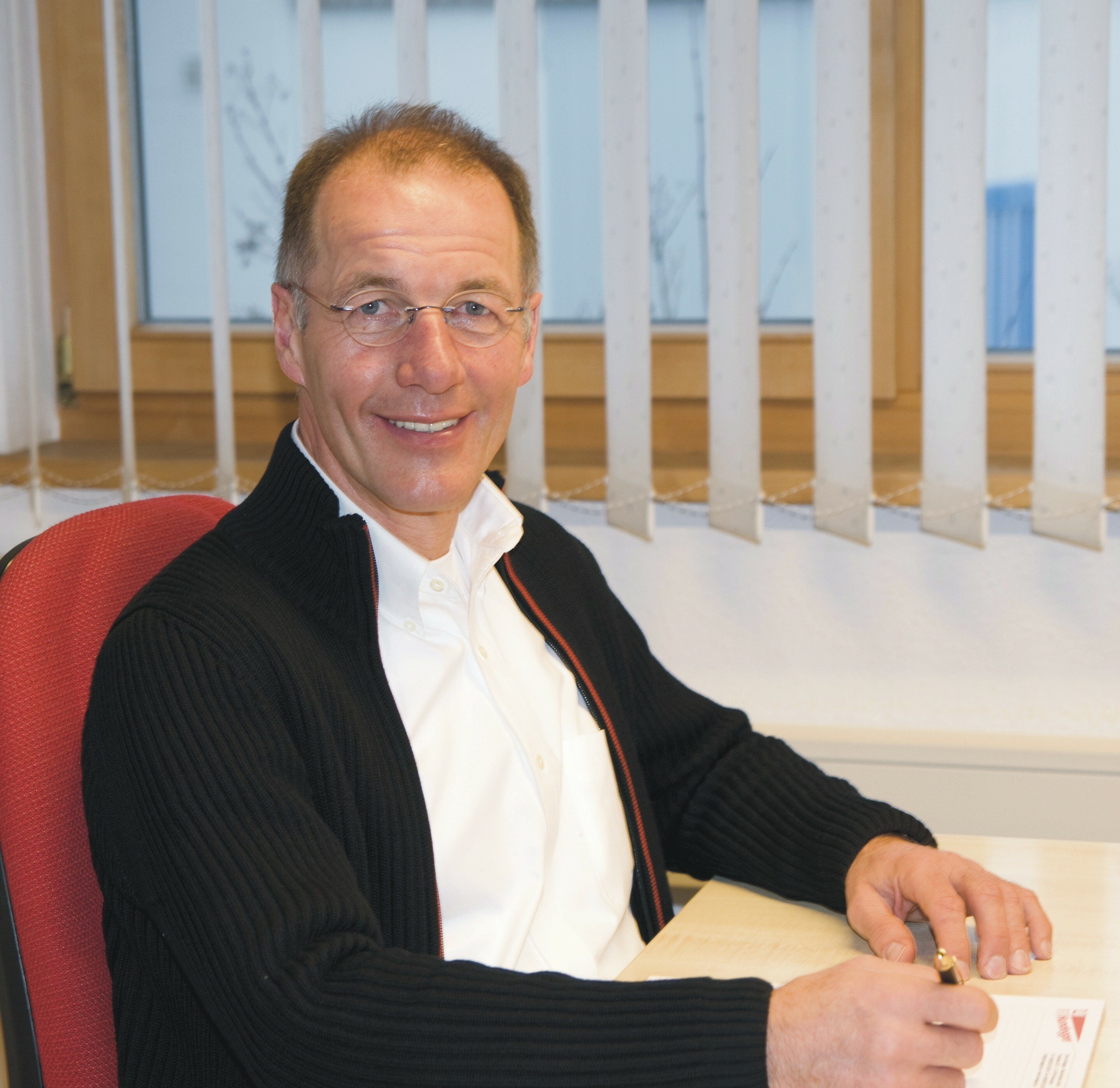
Hans Hundegger

Hans Hundegger (* 17. Juli 1954 in Hawangen) ist ein deutscher Unternehmer. Er baute das Maschinenbauunternehmen Hans Hundegger AG auf, das Maschinen für die holzverarbeitende Industrie herstellt, z. B. Abbundmaschinen, Zuschnitt- und Hobelautomaten sowie Fertigungslinien für Massive-Holz-Mauern. 1981 konstruierte er eine Abbundmaschine, d. h. eine computergestützte, numerisch gesteuerte Werkzeugmaschine zum Anreißen und Bearbeiten von Bauhölzern zu konstruktiven Bauteilen.

## Leben
Hundegger wurde als Sohn der Landwirte und Sägewerksbesitzer Theresia und Josef Hundegger in dem im Landkreis Unterallgäu gelegenen Hawangen geboren. Er schloss die Schulausbildung 1972 mit der mittleren Reife ab und begann eine Lehre zum technischen Zeichner. Nach der Ausbildung war Hans Hundegger zunächst in einer Fabrik für Schreinereimaschinen angestellt.
In dieser Zeit besuchte er berufsbegleitend die Technikerschule. Nach Feierabend konstruierte er Anlagen und Geräte für seinen Bruder, der das elterliche Sägewerk modernisieren wollte. Später kamen Aufträge von anderen Sägewerksbesitzern hinzu.

## Entwicklung von Abbundanlagen
1978 machte sich Hundegger selbstständig. Das Hauptarbeitsfeld war die Herstellung von Anlagen und Geräten für Sägewerke. 1981 wurde er von einem Kunden zur Entwicklung einer Abbundmaschine angeregt.
Hundegger begann mit der Konstruktion einer Untertischschwenkkappsäge mit vier Freiheitsgraden. Danach entwickelte er das Holztransport- und Positioniersystem und anschließend eine Fräse zum Fräsen von Kerven, Zapfen und Ausblattungen. Gleichzeitig hat er mit dem Bau eines Prototyps der Abbundmaschine-P8 begonnen, die 1984 vorgestellt und kurze Zeit später ausgeliefert wurde. Ab 1986 wurde die erste Abbundmaschine „P8“ serienmäßig gebaut.
Im Sommer 1996 wurde die erste Kompakt-Abbundmaschine „K1“ vorgestellt, die erstmals mit einer Universalfräsmaschine mit drei Werkzeugen ausgestattet und als kompakte und flexible Maschine den Anforderungen gewachsen war. 1999 folgte die Abbundmaschine „K2“, eine Weiterentwicklung der K1. Im September 2002 wurde das erste Haus mit der von Hundegger erfundenen und patentierten Massiv-Holz-Mauer gebaut. Diese Erfindung wird auf einer dafür konstruierten Hundegger-Maschinen-Fertigungslinie produziert.

## Auszeichnungen
- 2003 Schweighofer Prize[3]
- 2006 Hundegger Maschinenbau GmbH, Bayerns Best 50[4]